# Martin Bercovici
Martin Bercovici (* 24. August 1902 in Bârlad; † 19. Januar 1971 in Bukarest) war ein rumänischer Elektroingenieur.

## Biographie
Bercovici leistete einen sehr wertvollen Beitrag zu der Ausarbeitung des Plans zur Elektrifizierung Rumäniens. Während des Zweiten Weltkriegs beteiligte er sich an der Ausbildung von jungen Juden, die aus staatlichen Universitäten vertrieben worden waren. Später wurde er Dekan der neu gegründeten Fakultät für Energietechnik im Rahmen der Polytechnischen Universität Bukarest. 1963 wurde Martin Bercovici zu einem Vollmitglied der Rumänischen Akademie gewählt.

## Schriften
- Rețele electrice. Calculul mecanic, Bukarest, 1963
- Rețele electrice. Calculul electric, Bukarest, 1974